# LEVC
London EV Company Limited, LEVC, är en brittisk fordonstillverkare ägd av kinesiska Zhejiang Geely Holding Group. LEVC tillverkar taxibilar och skåpbilar, vilket inkluderar moderna varianter av den klassiska Londontaxin. Taxitillverkningen har anor från 1900-talets början, men företaget fick sin nuvarande form 2013 efter att Geely köpte delar av Manganese Bronzes konkursbo.

## Bilmodeller
- LEVC TX
- LEVC VN5